# Cercospora rubrotincta
Cercospora rubrotincta är en svampart som beskrevs av Ellis & Everh. 1887. Cercospora rubrotincta ingår i släktet Cercospora och familjen Mycosphaerellaceae.   Inga underarter finns listade i Catalogue of Life.